# Treefingers
Treefingers è una canzone del gruppo musicale inglese Radiohead, quinta traccia dell'album Kid A.

## La canzone
Questa canzone serve come interludio tra How to Disappear Completely e Optimistic. Entrambe sono delle critiche alla società moderna.
È stata creata filtrando la chitarra di Ed O'Brien, che ne ha inventato parte degli accordi.
Il brano illustra il desiderio di Colin Greenwood nel creare un album che da ascoltare non fosse né troppo lungo né troppo noioso. È completamente ambientale e strumentale, ciò nonostante, molte persone hanno pensato che il brano fosse "inutile", e che non avesse alcuna rilevanza nell'album, tuttavia, come menzionato prima, è una pausa che separa due canzoni: una più rilassata (How to Disappear Completely), e l'altra più attiva (Optimistic). Fa parte della colonna sonora del film Memento di Christopher Nolan in cui vi è una versione più estesa.